# Королівський Об'єднаний інститут оборонних досліджень
Королівський Об'єднаний інститут оборонних досліджень (англ. Royal United Services Institute for Defence and Security Studies, RUSI) — британський аналітичний центр, що спеціалізується на проблемах міжнародної безпеки та військової справи. Повна назва: Об'єднаний королівський інститут з дослідження проблем оборони та безпеки. Заснований 1831 року за ініціативою фельдмаршала Артура Веллсі. RUSI називає себе «провідним форумом у Великій Британії з питань міжнародної безпеки і оборони». До переїзду у свою нинішню спеціально побудовану штаб-квартиру в 1895 році РУП розпочала своє існування в Уайтхолл-Корт, а потім у 1832 році переїхала до будинку в районі, який тоді називався Середній Скотленд-Ярд. Королева Вікторія надала RUSI у користування Банкетний будинок в Уайтхоллі, Вестмінстер. У 1895 році вона остаточно переїхала на своє нинішнє місце розташування по сусідству з Банкетним домом. 2008 року отримав нагороду «аналітичний центр року» від журналу Prospect. У 2009 році цей журнал назвав RUSI «аналітичним центром року з питань міжнародної політики». У 2011 році аналітичний центр відсвяткував своє 180-ти річчя.
Генеральний директор центру проф. Майкл Кларк, а президент Едвард, герцог Кентський.